# كيس الراعي
جراب الراعي أو کیس الراعي  (الاسم العلمي: Capsella bursa-pastoris) نوع نباتي عشبي حولي يتبع جنس کیس الراعي من الفصيلة الصليبية أو المركبة أو الكرنبية.
يساعد هذا النبات في التخلص من الأعشاب الضارة بفضل إفرازات من جذوره.
لهذا النبات فوائد عديدة في معالجة القروح وآلام الدورة الشهرية أو الطمث ولتنوير البصر. يعتبر هذا العشب من الأعشاب المضادة للأكسدة وتحتوي أجزاؤه الهوائية على فلافونيات ومتعدادت الببتيد والكلولين والأستيكولين والهستامين والتيرامين.

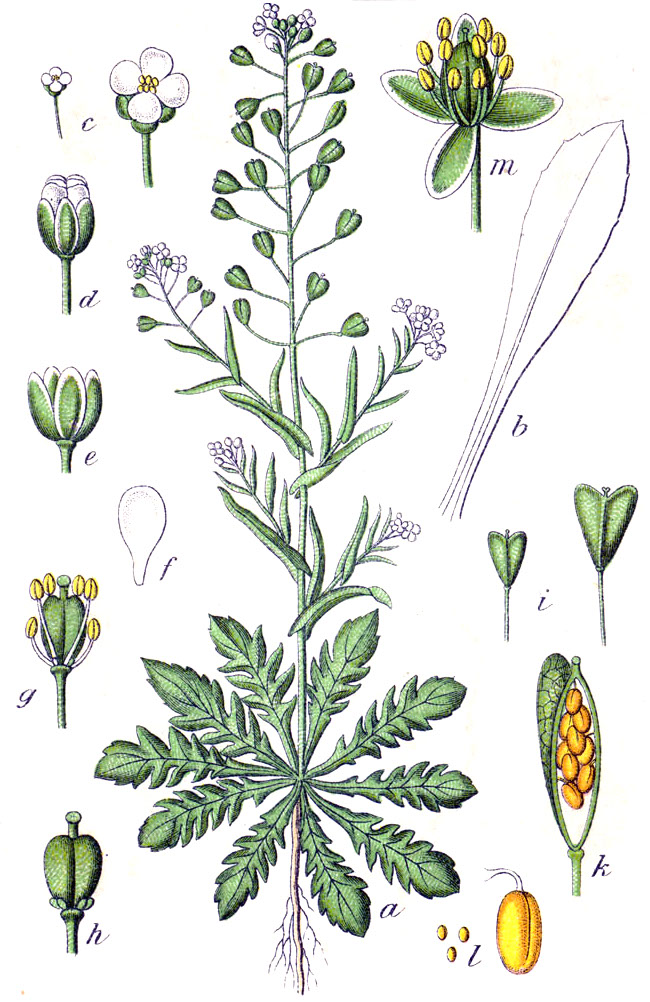
rosette (a), pointed leaves, flowers (c–e), pods (i, k)

## الموطن والانتشار
موطنه بلاد الشام ومصر والمغرب العربي وتركيا والقوقاز وكل مناطق أوروبا من اليونان والبلقان إلى إسبانيا والبرتغال وشمالاً من إيرلندا وبريطانيا إلى فنلندا وروسيا.